# لیندا لی فاگان
لیندا لی فاگان (انگلیسی: Linda L. Fagan؛ زادهٔ ۱ ژوئیهٔ ۱۹۶۳) نظامی و سیاست‌مدار اهل ایالات متحده آمریکا است، که هم‌اکنون به‌عنوان جانشین فرمانده گارد ساحلی ایالات متحده آمریکا فعالیت می‌کند.